# Xã McMurtrey, Quận Douglas, Missouri
Xã McMurtrey (tiếng Anh: McMurtrey Township) là một xã thuộc quận Douglas, tiểu bang Missouri, Hoa Kỳ. Năm 2010, dân số của xã này là 431 người.